# Dominic Cardy

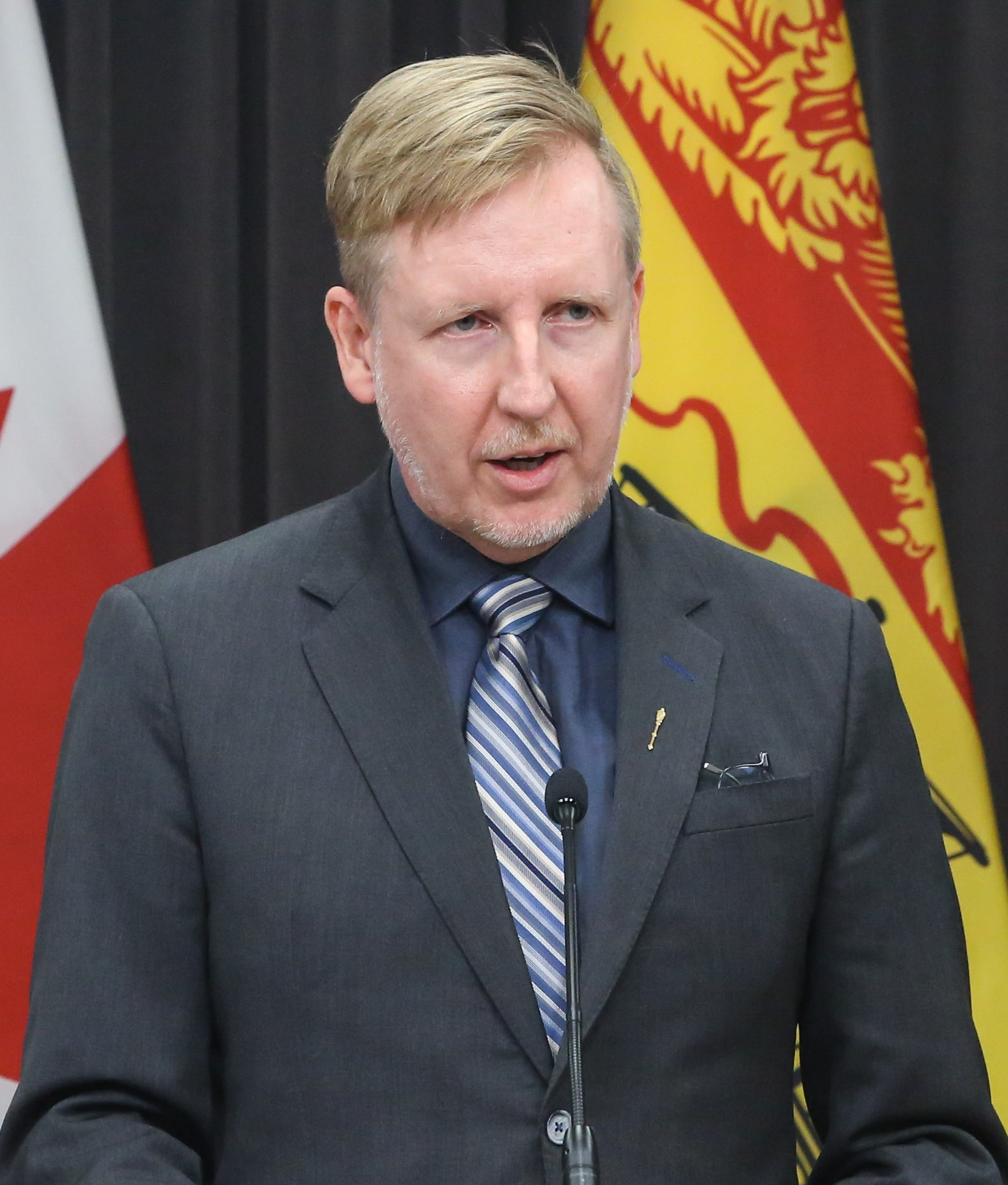
Cardy in 2020

Dominic William Cardy (* 25. Juli 1970 in Oxford, England) ist ein kanadischer Politiker. Seit 2024 ist er Vorsitzender der Canadian Future Party (Kanadische Zukunftspartei). Von 2018 bis 2024 war er Abgeordneter der Legislativversammlung von New Brunswick für den Wahlkreis Fredericton Westen-Hanwell. Von 2011 bis 2017 war er außerdem Vorsitzender der New Brunswick New Democratic Party.

## Leben und Karriere
Cardy wurde am 25. Juli 1970 in Oxford, England geboren. Als Kind zog er mit seiner Familie nach New Brunswick, Kanada. Er erwarb einen Bachelorabschluss in Politikwissenschaft an der Dalhousie University.
Während seines Studiums an der Dalhousie University war Cardy Präsident der Jugendorganisation der Nova Scotia New Democratic Party. Im Jahr 1998 organisierte er außerdem den Wahlkampf des späteren Premierministers von Nova Scotia, Darrell Dexter, für den Stadtrat von Dartmouth. Im 2000 war er Gründungsmitglied von NDProgress, einer Fraktion innerhalb der Neue Demokratische Partei. NDProgress unterstützte die Ideologie des Dritter Weg und widersetzte sich der New Politics Initiative, einer anderen Fraktion, die eine sozialistischere Ausrichtung der Partei anstrebte. Im Jahr 2001 schrieb Cardy, er sei von der Politik Gary Doers, Tony Blairs und Gerhard Schröders inspiriert worden.
Cardy arbeitete für das kanadische Außenministerium an einem Projekt zur stärkeren Unterstützung des Verbots von Landminen. Von 2001 bis 2008 arbeitete er für das National Democratic Institute for International Affairs und war nacheinander Leiter seiner Niederlassungen in Nepal, Bangladesch und Kambodscha.
Bei der Provinzwahl in New Brunswick 2010 organisierte er den Wahlkampf der New Brunswick New Democratic Party. Die Partei erhielt 38.686 Stimmen (10,4 %), doppelt so viele wie bei der Wahl 2006, konnte jedoch keinen Sitz in der Legislativversammlung von New Brunswick erringen. Nach der Wahl trat der Parteivorsitzender Roger Duguay zurück und Cardy wurde auf dem Parteitag 2012 Parteivorsitzender. Im selben Jahr unterstützte Cardy auch Thomas Mulcair bei der Wahl zum Vorsitzenden der föderalen Neue Demokratische Partei auf deren Parteitag 2012. Im Juni 2012 kandidierte Cardy bei einer Nachwahl zur Legislativversammlung von New Brunswick für den Wahlkreis Rothesay. Mit 27,27 % der Stimmen belegte er den dritten Platz und erzielte damit das beste Ergebnis seiner Partei in diesem Wahlkreis.
Cardy war Vorsitzender der New Brunswick New Democratic Party bei den Provinzwahlen in New Brunswick 2014. Er rekrutierte persönlich viele Kandidaten der Partei, darunter mehrere ehemalige Liberale und Konservative. Dazu gehörten die ehemalige Bildungsministerin Kelly Lamrock und die ehemaligen Abgeordneten Bev Harrison und Abel LeBlanc. Cardys zentristische Strategie und Politik führten jedoch zu Konflikten mit den sozialdemokratischen und sozialistischen Parteimitgliedern. Die ehemalige Vorsitzende der New Brunswick New Democratic Party, Allison Brewer, rief die Parteimitglieder dazu auf, für die Green Party of New Brunswick zu stimmen. Bei der Provinzwahl 2014 erzielte die Partei ihr bisher bestes Ergebnis und erhielt 48.257 Stimmen (13 %). In der Legislativversammlung konnte die Partei jedoch keinen Sitz erringen, und Cardy belegte im Wahlkreis Fredericton Westen-Hanwell den zweiten Platz. Später im Jahr 2014 kandidierte Cardy bei einer Nachwahl im Wahlkreis Saint John Osten, die durch den überraschenden Rücktritt des neu gewählten Abgeordneten Gary Keating ausgelöst worden war. Bei der Nachwahl belegte er den dritten Platz.
Im Jahr 2015 wurde Cardy von Yvon Godin kritisiert, dem einzigen Mitglied der Neue Demokratische Partei, das New Brunswick in Unterhaus vertritt. Godin erklärte, Cardy habe die New Democratic Party in New Brunswick zu weit nach rechts gerückt und dies sei nicht das, was die Wähler von der Partei erwartet hätten.
2016 unterstützte Cardy die Premierministerin von Alberta, Rachel Notley, bei Streitigkeiten innerhalb der Neuen Demokratischen Partei über die Umweltpolitik. Cardy und Notley unterstützten den Bau weiterer Ölpipelines, während der Großteil der Partei gegen weitere Investitionen in Öl war. Im selben Jahr kritisierte er auch öffentlich die Politik des Vorsitzenden der Neuen Demokratischen Partei, Thomas Mulcair.
Am 1. Januar 2017 trat Cardy als Vorsitzender der New Brunswick New Democratic Party zurück und kündigte seine Mitgliedschaft in der Neuen Demokratischen Partei. Er beklagte sich über Machtkämpfe innerhalb der Partei und behauptete, mit der Partei verbündete Gewerkschaften würden gegen ihn arbeiten.
Am 27. Januar 2017 wurde Cardy Berater des konservativen Premierministers von New Brunswick, Blaine Higgs. Im April 2017 unterstützte er Maxime Bernier als Kandidaten für den Vorsitz der Konservative Partei Kanadas. Bernier unterlag knapp Andrew Scheer. Bei den Provinzwahl in New Brunswick 2018 war Cardy Kandidat der Progressive Conservative Party of New Brunswick im Wahlkreis Fredericton Westen-Hanwell, wo er 2014 als Vorsitzender der New Brunswick New Democratic Party unterlegen war. Dieses Mal wurde er mit 2.739 Stimmen (31,8 %) in die Legislativversammlung von New Brunswick gewählt. Nach der Wahl wurde er Bildungsminister und war an der umstrittenen Gesetzgebung zu LGBT-Studenten beteiligt. Bei der Provinzwahl in New Brunswick 2020 wurde er wiedergewählt und blieb Bildungsminister. In seiner zweiten Amtszeit überwachte Cardy die Entfernung des Konfuzius-Instituts aus allen Schulen der Provinz. Am 13. Oktober 2022 trat Cardy als Bildungsminister zurück. Er veröffentlichte einen Brief, in dem er behauptete, Premierminister Blaine Higgs sei kontrollierend und abweisend. Er kündigte an, Mitglied der Progressive Conservative Party of New Brunswick zu bleiben, wurde jedoch am 14. Oktober von Higgs aus der Partei ausgeschlossen. Cardy blieb bis zur Provinzwahl in New Brunswick 2024 als Parteiloser Abgeordneter in der Legislativversammlung. Bei der Wahl 2024 trat er nicht zur Wiederwahl an, obwohl er Susan Holt und die New Brunswick Liberal Party unterstützte.
Am 20. September 2023 kündigte Cardy die Gründung einer neuen föderalen politischen Partei an, der Canadian Future Party (Kanadische Zukunftspartei). Die Ideologie der Partei ist zentristisch und klassischer Liberalismus. Die Partei beabsichtigte, Wähler sowohl der Liberale Partei Kanadas als auch der Konservative Partei Kanadas zu gewinnen. Cardy führte die Canadian Future Party bei der Kanadische Unterhauswahl 2025 an. Anfangs herrschte Optimismus gegenüber der neuen Partei, doch es gelang ihr nicht, mehr als ein paar Politiker anderer Parteien für sich zu gewinnen, darunter den ehemaligen Umweltminister Peter Kent und die ehemaligen Unterhaus Abgeordneten David Bjornson und Denis Blanchette. Lediglich in 19 von 343 Wahlkreisen konnte die Partei Kandidaten aufstellen. Infolgedessen erhielt die Partei weniger als 4.000 Stimmen, landete hinter der Kommunistische Partei Kanadas und konnte keinen Sitz im Unterhaus erringen. Cardy kandidierte im Wahlkreis Fredericton–Oromocto und belegte mit 345 Stimmen den fünften Platz.
Im Juli 2024 wurde Cardy verhaftet, weil er pro-palästinensische Demonstranten in Toronto konfrontiert hatte. Er wurde ohne Anklage freigelassen.